# Bohdan Mychajlitschenko
Bohdan Wassyljowytsch Mychajlitschenko (ukrainisch Богдан Васильович Михайліченко, wiss. Transliteration Bohdan Vasylʹovyč Mychajličenko, FIFA-Schreibweise nach engl. Transkription: Bohdan Vasylyovych Mykhaylichenko; * 21. März 1997 in Boryspil) ist ein ukrainischer Fußballspieler, der seit Juli 2023 beim kroatischen Erstligisten Dinamo Zagreb unter Vertrag steht. Der linke Außenverteidiger ist seit September 2020 ukrainischer Nationalspieler.

## Karriere

### Verein
Der in Boryspil geborene Bohdan Mychajlitschenko entstammt der Nachwuchsarbeit von Dynamo Kiew. Am 8. April 2015 debütierte er beim 2:0-Pokalsieg gegen Sorja Luhansk für die erste Mannschaft. Eineinhalb Monate später (25. Spieltag) gab der linke Flügelspieler beim 1:0-Auswärtssieg gegen Karpaty Lwiw sein Debüt in der höchsten ukrainischen Spielklasse, als er in der Schlussphase für Jeremain Lens eingewechselt wurde. Diese beiden Einsätze sollten für ihn seine Profieinsätze im Trikot der Bilo-Syni bleiben und in den nächsten beiden Saisons spielte er lediglich bei den Junioren.
Für die Hinrunde der Spielzeit 2017/18 wurde er an den Ligakonkurrenten FK Stal ausgeliehen. Dort debütierte er am 16. Juli 2017 (1. Spieltag) beim 1:0-Heimsieg gegen Sorja Luhansk. Beim Verein aus Kamjanske gelang ihm rasch der Durchbruch als Stammspieler auf der Position des linken Außenverteidigers und er absolvierte insgesamt 16 Ligaspiele für Stal. In der Rückrunde bestritt er kein Pflichtspiel für die erste Mannschaft Dynamo Kiews.
Am 19. Juli 2018 wechselte er für die gesamte Saison 2018/19 auf Leihbasis zu Sorja Luhansk. Sein Debüt gab er am 12. August 2018 (4. Spieltag) beim 1:0-Auswärtssieg gegen Karpaty Lwiw. In dieser Spielzeit galt er als Stammkraft und bestritt 21 Ligaspiele. Am 27. Juni 2019 meldete Sorja Luhansk Vollzug und verpflichtete Mychajlitschenko auf permanenter Basis. Am 8. Dezember 2019 erzielte er beim 2:1-Auswärtssieg gegen seinen ehemaligen Arbeitgeber Dynamo Kiew sein erstes Ligator und außerdem gelang es ihm das zweite Tor seiner Mannschaft durch Dmytro Chomtschenowskyj vorzubereiten. In dieser Saison 2019/20 absolvierte er 29 Ligaspiele, in denen er drei Tore und genauso viele Vorlagen sammeln konnte.
Am 3. August 2020 wechselte Mychajlitschenko zum belgischen Erstligisten RSC Anderlecht, wo er einen Vierjahresvertrag unterzeichnete. Bereits in seinem ersten Einsatz am 16. August 2020 (2. Spieltag) beim 3:1-Heimsieg gegen die VV St. Truiden konnte er ein Tor erzielen. Insgesamt bestritt Mychajlitschenko in der Saison 2020/21 für Anderlecht 23 von 40 möglichen Ligaspielen, in denen er ein Tor schoss, sowie vier Pokalspiele. In der Saison 2021/22 waren es 18 von 40 möglichen Ligaspielen, vier Pokalspiele und zwei Qualifikationsspiele zur Conference League.
Nach dem 1. Spieltag der Division 1A in der Saison 2022/23 wurde er an den ukrainischen Verein Schachtar Donezk ausgeliehen. Hier bestritt er 25 von 30 möglichen Ligaspielen, in denen er zwei Tore schoss, sowie sieben Spiele im Europapokal.
Nachdem er zur Saison 2023/24 zunächst zum RSC Anderlecht zurückgekehrt war, wechselte er Ende Juli 2023 zum kroatischen Erstligisten Dinamo Zagreb, bei dem er einen Vertrag mit mehrjähriger Laufzeit unterschrieb.

### Nationalmannschaft
Mychajlitschenko spielte für sämtliche ukrainische Juniorenauswahlen. Mit der U19 nahm er an der U19-Europameisterschaft 2015 in Griechenland teil, wo er in allen drei Gruppenspiele der Auswahl zum Einsatz kam.
Am 3. September 2020 debütierte er beim 2:1-Heimsieg gegen die Schweiz in der UEFA Nations League 2020/21 für die A-Nationalmannschaft.

## Erfolge
Dynamo Kiew
- Ukrainischer Meister: 2014/15
- Ukrainischer Pokalsieger: 2014/15